# محمد سعيد السويدي
الشيخ محمد سعيد بن عبد الله السويدي (1141 هـ - 1223 هـ / 1728 - 1808م) أبو السعود ابن الشيخ عبد الله السويدي البغدادي، علّامة عراقي، من بغداد، كان إماماً في الحديث، ويعد من علماء اللغة العربية، له شعر رائق، ونثر فائق، له عدة مؤلفات منها كتاب ورود حديقة الوزراء بورود وزارة مواليهم في الزوراء عن تاريخ بغداد من سنة 1161 إلى 1202ه‍ ( 1748-1787م).

## السيرة
هو الشيخ الفاضل المُفنن، الشاعر الأديب، أبي الكمال مهذب الدين سعيد بن عبد الله بن حسين بن ناصر الدين البغدادي الشافعي الشهير بابن السويدي.
شاعر، وعالم، ولد في بغداد بمحلة الكرخ سنة (1121 ه‍/1728 م)، في أسرة أشتهرت بالعلم والفقه والأدب، فوالده الشيخ عبد الله بن حسين السويدي صاحب العديد من المصنفات منها كتاب النفحة المسكية في الرحلة المكية.
فأخذ عن والده، وعن الشيخ عبد القادر المكي الحارثي، والشيخ علي الأنصاري، ودرس جانباً من النحو على الشيخ إبراهيم بن سلطان الجبوري، وله شعر حسن.
كانت داره في الكرخ والتي طالما تغنى بها وحن إليها في اثناء غيابه، فيذكر الدكتور عماد عبد السلام رؤوف محقق كتاب ورود حديقة الوزراء بورود وزارة مواليهم على الزوراء في تقديمه للكتاب، ان الدار قد ورثها عنه ابنه محمد أمين بن محمد سعيد السويدي، ووصفت بأنها ذات طبقتين عليا وسفلى، فاتخذ ابنه المذكور طبقتها العليا المطلة على الطريق، مجلساً يجلس فيه للتدريس، وحينما تضعضع بنيانها جدد عمارتها فعرفت باسم مدرسة السويدي، ولبثت من مدارس الكرخ الشهيرة حتى وفاة محمد أمين سنة 1226ه‍/1830م. لكن جاء في هامش كتاب تاريخ مساجد بغداد وآثارها للسيد محمود شكري الآلوسي، ان المدرسة شيدها الشيخ محمد أمين بن علي بن عبد الله السويدي سنة 1239ه‍، وهو صاحب المؤلفات العديدة منها كتاب سبائك الذهب في أنساب العرب وكانت منزله ومحل سكناه، صارت اليوم جامعاً يسمى جامع خضر الياس.

## من شعره
ومما اتفق عليه أنه سقط يوما من سطح داره فتألم ألماً شديداً، فشطّر قصيدة (البردة)، فما تم تشطّيرها إلا وزال السقم عنه، فمن ذلك قوله:

## أولاده
- الشيخ حسين
- الملا علي، توفي عام (1822م)، له العقد الثمين في بيان مسائل الدين.
- الملا عبد الله (الثاني)
- الملا أسعد
- "عاتكة"، زوجها لابن عمها "محمد بن عبد الرحمن السويدي"

## الأشقاء
- علي بن الشيخ عبد الله السويدي (1670-1756م): له المشكاة المضيئة في الرد على الوهابية.
- عبد الرحمن بن الشيخ عبد الله السويدي (1734-1787م):له كتاب حديقة الزوراء في سيرة الوزراء.
- إبراهيم بن الشيخ عبد الله السويدي (1737-1788م): له كتاب البدائع، وغيرها.[5]
- أحمد بن الشيخ عبد الله السويدي (1740-1795م):له الصاعقة المحرقة في الرد على الزندقة.[6]

## مؤلفاته
- ورود حديقة الوزراء بورود مواليهم على الزوراء.
- درة الإبحار في علم الأشعار.
- التقليد في (أحكام التقليد).[7]

## إجازته
عند ذهابه  إلى مصر أجازه العلّامة أبو الفيض، السيد محمد مرتضى بن محمد الحسيني الزبيدي الواسطي، نزيل مصر وهو من أهل اليمن، ومن أكابر علماء اللغة في عصره، واجازته مؤرخة في 10 ذي الحجة سنة 1204 ه‍، نشرت في مجلة المجمع العلمي العربي في دمشق. هذا ما ذكره المؤرخ عباس العزاوي في مصنفه تاريخ الأدب العربي في العراق.

## تاريخ وفاته
اختلفت المصادر التي تناولت سيرة الشيخ محمد سعيد بن عبد الله السويدي بتاريخ وفاته، فقد جاء في (المسك الأذفر) أنه توفي سنة 1203ه‍، وهذا لا يأتلف وتاريخ ألاجازة الموثق اعلاه. وجاء في (هدية العارفين) أنه توفي سنة 1213ه‍-1798م. وجاء في مقال للأستاذ كاظم الدجيلي نشرته مجلة لغة العرب عن إجازته من قبل أبو الفيض مرتضى الزبيدي حيث يكتب الزبيدي بخط يده (وفيه أجزت له (يقصد محمد سعيد السويدي) سائر مؤلفاتي كشرح القاموس والإحياء  وغيرها من كبير وصغير وجليل وحقير فليثق به الواقف عليه من أهل العلم والأدب... وكتب ذلك عاجلاً ظهر يوم الاثنين  ثالث محرم سنة 1204ه‍-1789م. انتهى نقلاً عن خط الزبيدي). ثم يذكر كاتب المقال أنه توفي سنة 1223ه‍-1808م، ودفن في مقبرة الشيخ معروف الكرخي. وهذا التاريخ هو المرجح والمعوَّل عليه لكون كاتب المقال كان قد استقى معلوماته ومنها تاريخ وفاته هذا من نفس أسرته.